# Dimorphandra pullei
Dimorphandra pullei är en ärtväxtart som beskrevs av Gerda Jane Hillegonda Amshoff. Dimorphandra pullei ingår i släktet Dimorphandra och familjen ärtväxter. Inga underarter finns listade i Catalogue of Life.